# Governors Island (New York)

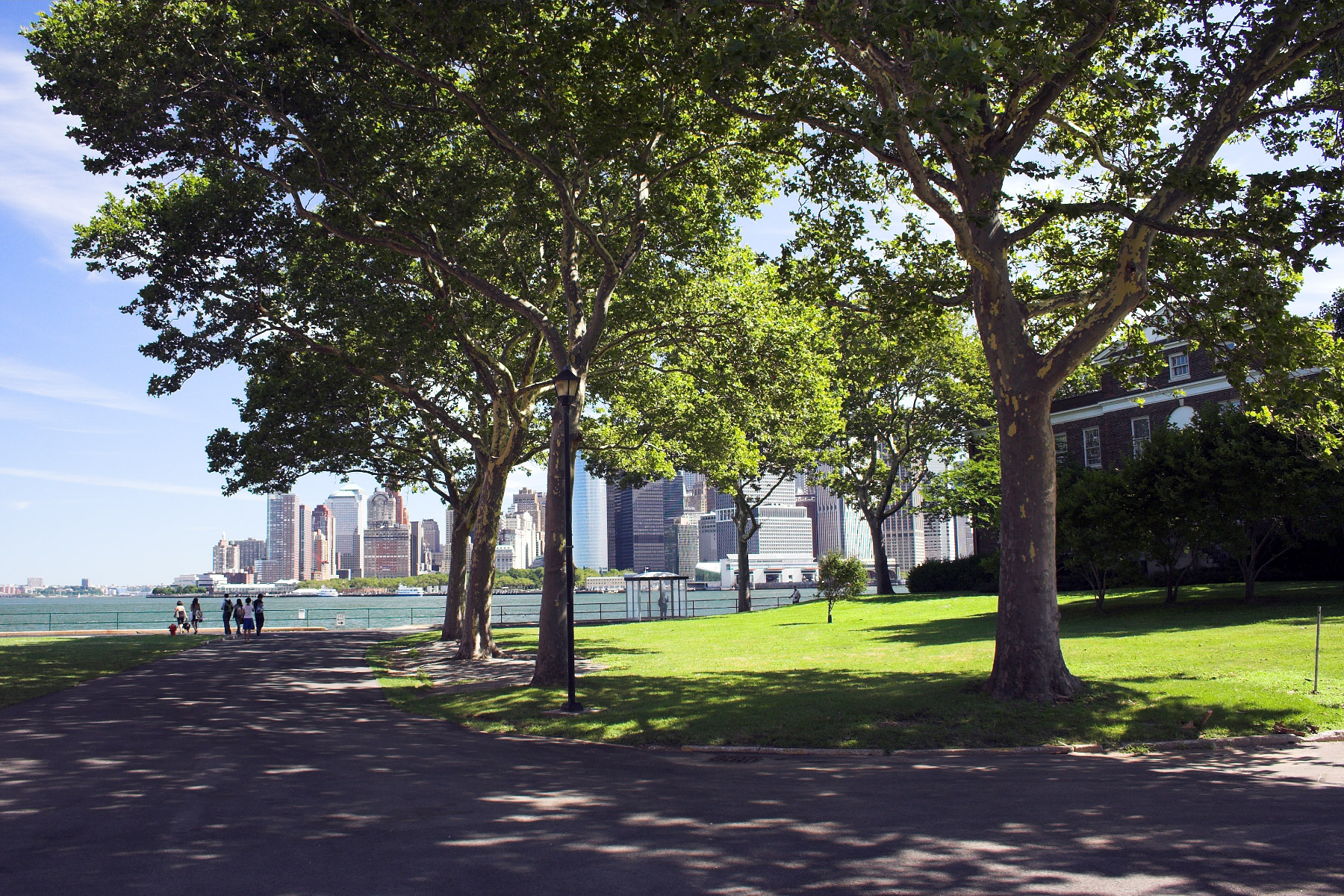

Governors Island is een eiland in de Upper New York Bay met een oppervlakte van 696.632m² en ligt ongeveer 800 meter uit de kust van het zuidelijkste punt van Manhattan (New York), waarvan het juridisch deel uitmaakt. Het wordt gescheiden van Brooklyn door het Buttermilk Channel.
Het eiland werd door de Nederlandse ontdekkingsreiziger Adriaen Block voorzien van de naam Noten Eylant en dit werd later verbasterd tot Nutten Island in de pidgintaal van 1611 tot 1784.
In 1624 werd Governors Island de plek voor de transformatie van Nieuw-Nederland grondgebied naar een Noord-Amerikaanse provincie van de Nederlandse Republiek van een plaats van private commerciële belangen middels de uitgifte van octrooien die door de Staten Generaal sinds 1614 werden uitgegeven.
Van 1776 tot 1966 was het eiland een legerplaats voor het Amerikaanse leger. Vanaf 1966 tot 1996 diende het eiland als kustwachtstation. De huidige naam van het eiland stamt uit het Brits koloniale tijdperk toen de koloniale assemblee het exclusieve gebruik van het eiland aan de koninklijke gouverneurs van New York toewees.
In 2001 werden de twee historische vestigingswerken en hun omgeving uitgeroepen tot nationaal monument. Op 31 januari 2003, werd het beheer van het grootste deel van het eiland overgedragen aan de Staat van New York voor het symbolische bedrag van 1 dollar maar 13% van het eiland (89.000 m²) werd overgedragen aan het Amerikaanse Ministerie van Binnenlandse Zaken als Governors Island National Monument en dat wordt nu door de National Park Service beheerd. Het gebied van het nationale monument is niet volledig operationeel en is slechts geopend voor het publiek op seizoengebonden basis en waardoor de diensten en de faciliteiten uiterst beperkt zijn. Het is voor het publiek toegankelijk vanaf begin juni tot aan de Amerikaanse Dag van de Arbeid met een veerdienst van de Southern Ferry op het zuidelijkste punt van Manhattan.
Het deel van Governors Island dat geen deel uitmaakt van het National Monument wordt beheerd door het Governors Island Preservation and Education Corporation (afgekort tot GIPEC), een naamloze vennootschap van de staat New York. De overdrachtsakte omvatte enkele beperkende clausules die permanente huisvesting of casino's op het eiland verbiedt. Een ontwerp voor een park van het Nederlandse bureau West 8 kreeg de voorkeur.
De Brooklyn-Battery Tunnel loopt vlak langs Governors Island, maar biedt geen verbinding met het eiland. Een ventilatiegebouw is gevestigd op de noordkant van het eiland. Op een gegeven moment stelde Robert Moses een impopulaire brug over de haven voor met een basis op Governors Island. Dit plan lag op tafel totdat het Ministerie van Oorlog tussenbeide kwam tijdens het bewind van president Franklin Delano Roosevelt.